# Pederina
Pederina é uma toxina presente na hemolinfa de alguns pequenos besouros do gênero Paederus (popularmente chamados de potós), cristalina (com fórmula C25H45N09).
A substância orgânica é a principal causadora dos efeitos da dermatite pederismo.